# Љубомир Вернер Розановић
Љубомир Вернер Розановић (Вуковар, 28. март 1898. – Осијек, 5. јун 1967.) био је српски сликар, сценограф и педагог.

## Биографија
Љубомир Вернер Розановић је завршио Вишу школу за умјетност и обрт у Загребу. Постао је 1918. први сценограф осјечког позоришта. По доласку у Београд 1920. сарађивао у Радничким новинама, док је у Вуковару уређивао Вуковарску комарицу и Слободну мисао. У Скопљу 1923. учествовао у оснивању Удружења ликовних уметника Вардарске бановине и Друштва пријатеља уметности „Јефимија", а радио и као сценограф у позоришту. У Нишу био секретар Удружења ликовних уметника Моравске бановине и излагао као сликар (1931, 1936, 1938). У Зајечару постао је власник локалног листа Тимок.
Поводом прославе стогодишњице ослобођења Тимочке крајине од Турака, 1933. изабран је за председника Одбора за украшавање градова Књажевца, Зајечара и Неготина. У Зајечару и Књажевцу приредио своје прве самосталне изложбе. Из Ниша 1941. прешао у Београд одакле се крајем рата прикључио партизанима.
У поратном периоду био директор уметничких школа у Нишу, Шапцу, Сомбору, Неготину и Београду, те један од првих сценографа „Авала филма".
Сликао је пејзаже, мртву природу и социјалне теме. Осим сценографијом, бавио се и карикатуром. Његове слике налазе се у Народном музеју у Београду, у музејима у Зајечару, Нишу, Књажевцу и Осијеку, као и у приватним колекцијама.